# شارلوت آورباخ
شارلوت آورباخ (انگلیسی: Charlotte Auerbach؛ ۱۴ مهٔ ۱۸۹۹ – ۱۷ مارس ۱۹۹۴) یک دانشمند در زمینه ژنتیک اهل بریتانیا بود.